# Bumi Ayu (Dumai Timur)
Bumi Ayu is een bestuurslaag in het regentschap Dumai van de provincie Riau, Indonesië. Bumi Ayu telt 9903 inwoners (volkstelling 2010).